# 夜の静けさに
「夜の静けさに」（よるのしずけさに）あるいは「イン・ザ・スティル・オブ・ザ・ナイト」（英語: “In the Still of the Night”）は、コール・ポーター作のポピュラー・ソング。1937年のミュージカル映画『ロザリイ』におけるネルソン・エディによる歌唱が初演である。ドゥーワップ・グループ、ファイブ・サテンズの「In the Still of the Night(Nite)」（フレッド・パリス作曲）は「同名異曲」である。また「夜のしじまに」は「サムウェア・イン・ザ・ナイト」の邦題である。

## 解説
ヴァースのない計72小節の楽曲。全音符の箇所が多いことから、間延びした歌い方になることを避けるため、ボッサ・ノーヴァやラテン調、速いテンポでの演奏が多い。題名に「静けさ」の語が含まれるが、情熱的な求愛型のラヴ・ソングである。
1937年のミュージカル映画『ロザリイ』においてはネルソン・エディが歌唱している。エディは歌いにくいから差し替えてほしいとポーターに要求した一方、プロデューサーのルイス・B・メイヤーはこの曲に感動したという。そのほか、ケイリー・グラント主演のポーターの伝記映画『夜も昼も』（1946年）でも使われている。
ネルソン・エディによる録音は、ユア・ヒット・パレードにおいて10位を記録している。そのほか1937年のチャートでは、トミー・ドーシー（ヴォーカルはジャック・レナード〈Jack Leonard〉）による録音が3位、レオ・レイズマン（ヴォーカルはリー・サリバン〈Lee Sullivan〉）による録音が9位にランクインしている。
デラ・リースのデビュー曲（1953年）でもあり、50万枚の売上を記録している。1960年のディオン・アンド・ザ・ベルモンツによるドゥーワップでのカヴァーは38位にランクインした。1991年に発表されたエイズの研究・救済のためのチャリティー・アルバム『レッド・ホット+ブルー』には、ネヴィル・ブラザーズによる演奏が収録された。

### 主な録音
| リーダー／ヴォーカル         | 収録アルバム                                            | 録音年      | 出典                |
| ---------------------------- | ------------------------------------------------------- | ----------- | ------------------- |
| ジェシー・ベルヴィン（Vo.）  | ミスター・イージー                                      | 1959        | CDジャーナル (2006) |
| ビリー・エクスタイン（Vo.）  | ノー・カヴァー、ノー・ミニマム                          | 1960        | CDジャーナル (2006) |
| ヴィック・ダモーン（Vo.）    | My Baby Loves to Swing                                  | 1962        | CDジャーナル (2006) |
| トニー・ハーパー（Vo.）      | ナイト・ムード                                          | 1962        | CDジャーナル (2006) |
| サミー・デイヴィスJr.（Vo.） | アット・ザ・ココナッツ・グローブ                        | 1962        |                     |
| アーロン・ネヴィル（Vo.）    | ネイチャー・ボーイ〜ザ・スタンダード・アルバム          | 2003        | CDジャーナル (2006) |
| カーリー・サイモン（Vo.）    | ムーンライト・セレナーデ (カーリー・サイモンのアルバム) | 2004 – 2005 | CDジャーナル (2006) |

その他、以下のミュージシャンによる録音がある。
- ヴォーカル曲
- ベティ・カーター（英語版）[3]
- キャロル・スローン[3]
- ステイシー・ケント（英語版）[3]
- ジェーン・モンハイト [3]
- レターメン
- フォー・フレッシュメン（英語版）
- フォア・ラッズ（英語版）
- フォー・トップス
- シンガーズ・アンリミテッド
- ジュリー・ロンドン[7]
- エラ・フィッツジェラルド[8]

インストゥルメンタル曲
- マイルス・デイヴィス[3]
- チャーリー・パーカー[3]
- スタン・ゲッツ[3]
- チャールズ・ミンガス[3]
- オスカー・ピーターソン[9]
- エリック・アレキサンダー（英語版）（Sax）[3]
- ブルース・フォアマン（英語版）（Gt.）[3]
- デヴィッド・キコスキー（英語版）（Pf.）[3]
- ビル・チャーラップ（英語版）（Pf.）[3]